# 日向崇
日向 崇（ひゅうが たかし、1980年12月2日 - ）は、日本の元俳優、元ファッションモデル。埼玉県新座市出身。MEN'S NON-NO元専属モデル。身長184cm。埼玉県立朝霞高等学校卒業。本名は福島 崇（ふくしま たかし）。

## 略歴
高校1年生の時に原宿で声をかけられ、雑誌用に写真を撮られたのが始まりだったという。その雑誌を見たプロダクションのマネージャーからスカウトされ芸能界入り。最初に所属していたプロダクションはトライストーン・エンタテイメント。
1997年、約4,000人の応募の中から第12回MEN'S NON-NO専属モデルに選ばれる。それが芸能界での最初の仕事だったという。1999年にテレビドラマ『L×I×V×E』で俳優デビュー。その後、日向 崇に改名し、佐藤事務所に所属。
2002年の特撮テレビドラマ『仮面ライダー龍騎』の佐野満 / 仮面ライダーインペラーを演じたことで知られている。第44話での佐野の最期のシーンでは40度近い高熱で演じ、その演技力は高い評価を得た。
2009年から2013年までグルーヴィー・エアーに所属していた。その後俳優を引退し、2025年現在は東京都豊島区の要町駅前にあるたこ焼き店「ななたこ」を経営している。

## 出演

### テレビドラマ
- L×I×V×E 第1話 - 第7話・第9話（1999年4月9日 - 5月21日・6月4日、TBS） - 野球部エース・桜井健吾 役 ※福島崇名義
- 仮面ライダー龍騎 第41話 - 第44話（2002年11月17日 - 12月8日、テレビ朝日） - 佐野満 / 仮面ライダーインペラー 役[1]
- 愛しき者へ（2003年、東海テレビ・フジテレビ系） - ホスト・シロー 役
- WATER BOYS（2003年7月1日 - 9月9日、フジテレビ） - 受験派リーダー・日野 役
- 月曜ミステリー劇場「原作サスペンス特集Ⅰ 宗像教授の伝奇考2」（2003年9月1日、TBS） - 犯人の息子・八須清太郎 役
- 独身3!!（2003年10月10日 - 12月19日、テレビ朝日） - 王子様軍団・山の上 役
- ほんとにあった怖い話（フジテレビ）
  - 第1シリーズ 第6回「横断歩道奇譚」（2004年2月14日） - 中村千里 役（綾瀬はるか）の彼氏・前川正吾 役
  - 第2シリーズ 第3回「憑かれたライダー」（2004年10月25日） - 柳伸二 役
- 異議あり!女弁護士大岡法江 第7話（2004年2月26日、テレビ朝日） - 有名Jリーガー・奥本 役
- ケータイ刑事 銭形泪 2ndシリーズ 第11話（2004年6月13日、BS-i） - 男子三楽坊メンバー・堤大悟 役
- 月曜ミステリー劇場「カードGメン・小早川茜8 同姓同名の女たち」（2005年4月11日、TBS）

### 映画
- 3on3（2003年4月26日、ケイエスエス） - チームAZELリーダー・JAY 役[1]
- 天使の牙B.T.A.（2003年8月23日、ワーナー・ブラザース映画） - 若手刑事・岩村 役
- 炎（ひ）と氷（2004年9月6日、ヤ・ルゼ）- 若瀬勝志 役（宇梶剛士の青年時代）
- ネットシネマ「クリスマス・イブ」（2004年12月9日 - 23日、ブロードバンド・ピクチャーズ）

### CM
- セブンイレブン「ホワイトデー」篇（1999年3月）
- コカ・コーラ「夏だ！」篇（1999年9月）
- 旭化成「ハイリキボトル」
- ダンディハウス
- ソニープレイステーション「REZ」
- NTT DoCoMo東北
- ケンタッキーフライドチキン「映画館」篇（2003年）